# Kildebrønde
Kildebrønde is een plaats in de Deense regio Seeland, gemeente Greve, en telt 358 inwoners (2007).